# Ядерная трансмутация

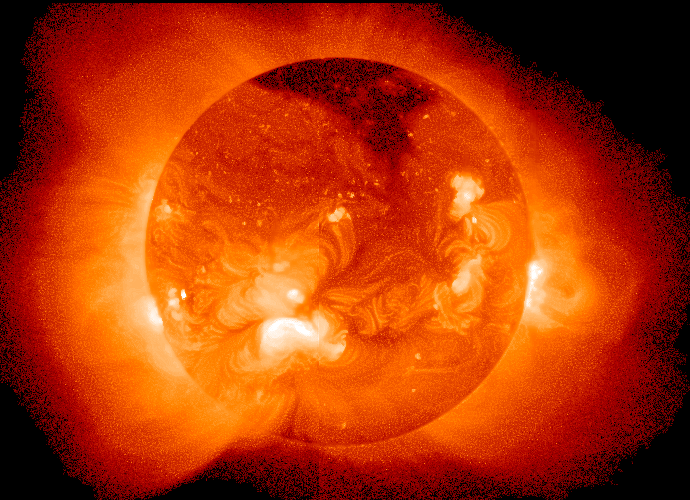
Солнце, как и другие звёзды, представляет собой небесное тело, в котором происходит ядерная трансмутация с выделением лучистой энергии.

Ядерная трансмутация — это превращение одного химического элемента или изотопа в другой. Поскольку любой элемент (или его изотоп) определяется количеством протонов (и нейтронов) в ядре его атомов, ядерная трансмутация это любой процесс, где это число (массовое или зарядовое) изменяется.
Трансмутация происходит либо с помощью ядерных реакций (в которых внешняя частица реагирует с ядром), либо посредством радиоактивного распада.

## Естественная трансмутация
Естественная трансмутация путем звездного нуклеосинтеза создала в прошлом большинство более тяжелых химических элементов в существующей Вселенной и продолжается по сей день, создавая такие распространённые элементы как гелий, кислород и углерод. Большинство звезд осуществляют трансмутацию посредством реакций синтеза с участием водорода и гелия, в то время как гораздо более крупные звезды также способны синтезировать более тяжелые элементы, вплоть до железа, на поздних этапах своей эволюции. Наиболее тяжёлые элементы, включая трансурановые, получаются в ходе множественных нейтронных захватов в ходе взрывов сверхновых звёзд (образование ядер тяжелее железа энергетически невыгодно, и в ходе обычного звёздного нуклеосинтеза не происходит)
Другой тип естественной трансмутации происходит, когда определённые радиоактивные элементы, присутствующие в природе, спонтанно распадаются (альфа- или бета-распад). Примером может служить естественный распад калия-40 до аргона-40, который образует большую часть аргона в воздухе. Также на Земле происходят естественные превращения в результате различных механизмов естественных ядерных реакций из-за бомбардировки элементов космическими лучами (например, с образованием углерода-14), а также иногда из-за естественной нейтронной бомбардировки.

## Искусственная трансмутация

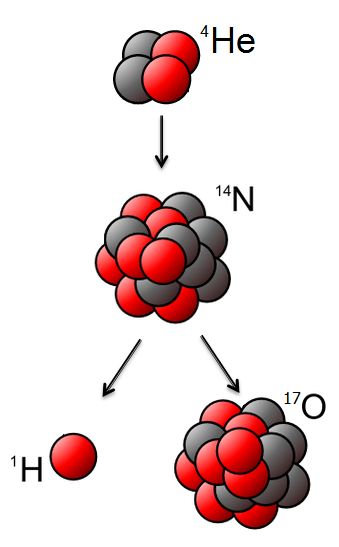
Первый опыт превращения веществ, азота в кислород, сделанный Эрнестом Резерфордом в 1919 году

Искусственная трансмутация может происходить в устройствах, у которых достаточно энергии, чтобы вызвать изменения в ядерной структуре элементов. К таким машинам относятся ускорители частиц и реакторы токамак. Обычные энергетические реакторы деления также вызывают искусственную трансмутацию, но не за счет искусственного разгона частиц, а за счет воздействия на ядра нейтронов, образующихся при делении в результате искусственно созданной ядерной цепной реакции. Например, при бомбардировке атома урана медленными нейтронами происходит деление. Это высвобождает в среднем три нейтрона на акт и большое количество энергии. Высвободившиеся нейтроны затем вызывают деление других атомов урана, пока весь доступный уран не будет исчерпан. Это называется цепной реакцией.
Искусственная трансмутация ядер рассматривается как возможный механизм уменьшения объёма и опасности радиоактивных отходов. В настоящее время в России развивается программа  создания жидкосолевого реактора для обезвреживания минорных актиноидов. Из всех долгоживущих трансурановых элементов и продуктов деления, рассматриваемых в качестве кандидатов на трансмутацию, только технеций позволяет получить ценный конечный продукт — стабильный Ru-100. При проведении ядерной трансмутации технеция-99 в рутений-100 важны такие аспекты, как материал мишеней и нейтронный спектр, используемый в процессе трансмутации.
В некотором смысле, ядерная трансмутация — современный научный подход к осуществлению идеи алхимиков о превращении элементов (например свинца в золото). В настоящее время ядерная трансмутация рассматривается в качестве одного из самых современных методов обращения с долгоживущими продуктами деления и некоторыми актиноидами, образующимися в замкнутом ядерном топливном цикле.